# مجموعة أبو ظبي المتحدة للتنمية والاستثمار
مجموعة أبوظبي المتحدة للتنمية والاستثمار (بالإنجليزية: Abu Dhabi United Group for Development and Investment (ADUG))‏ هي شركة ذو أسهم خاصة يمتلكها منصور بن زايد آل نهيان، نائب رئيس مجلس الوزراء وزير شؤون الرئاسة في دولة الإمارات العربية المتحدة. شُكلت المجموعة في عام 2008، كأداة استثمارية لشراء نادي مانشستر سيتي الإنجليزي.
في بداية الأمر، كان الجميع يعتقد أن هذه الشركة ماهي إلا جزءاً من جهاز أبوظبي للاستثمار (أديا) والذي هو صندوق سيادي تابع لحكومة أبوظبي، لكن مجموعة أبوظبي المتحدة للتنمية والاستثمار نفت اتصالها بحكومة أبوظبي. ففي عام 2008 استطاعت مجموعة أبوظبي شراء نادي مانشستر سيتي الإنجليزي، من مالكه السابق تاكسين شيناواترا رئيس وزراء تايلند في ذاك الوقت.